# Буріння свердловин у сольових відкладах
Буріння свердловин у сольових відкладах
Сольові відклади відрізняються від інших гірських порід тим, що вони легко розчиняються у прісній воді і під дією температури та тиску набувають пластичних властивостей. Ефект пластичності на практиці виявляється в тому, що, починаючи з глибини 1500 м, а особливо з 3000 м, солі «пливуть», тобто соляний гірський масив деформується під дією навантажень.
Для попередження розмивання солей при розбурюванні використовують промивальні рідини насичені сіллю.
Найскладнішим, з міркувань безпечності, є буріння у засолених глинах. Такі глини, як і солі, володіють текучістю, але менше дезінтегрують у воді. При бурінні, біля стовбура свердловини накопичується глина, яка витискується у стовбур масою засоленої породи. Якщо чисту сіль можна розмити промиванням свердловини, то глини майже не розмиваються і швидше ніж солі можуть прихопити бурильну колону.
При розбурюванні солей промивальну рідину насичують сіллю й розчинність солей знижується. Після виходу насиченого сіллю розчину зі свердловини на поверхню, із зниженням температури, розчинність солі знижується й сіль кристалізується в розчині.
Для попередження звуження стовбура свердловини необхідно збільшувати густину промивальної рідини. На основі експериментальних досліджень встановлені залежності між густиною промивальної рідини і температурою солі у пласті: при t = 75°С ρр = 2,35 — 2802/Н;
t = 100°С ρр = 2,35 — 2590/Н;
t = 125°С ρр = 2,35 — 2493/Н;
t = 150°С ρр = 2,35 — 2156/Н, де, ρр — густина розчину у г/см3;
Н — глибина залягання солі в м.
При розбурюванні солей на буровому розчині меншої густини виникає необхідність тривалого розширювання свердловини при кожному рейсі та збільшується імовірність прихоплення бурильного інструменту.
У солях можливе зминання обсадних колон. Тому обсадні колони повинні розраховуватися зі врахуванням їх текучості на гірський тиск.
Деякі особливості має буріння, при розкритті пластів бішофіту (калійно-магнієвих солей). Такі пласти складаються із глин, карналіту (KCl·MgCl2·6H2O) та бішофіту (MgCl2·6H2O).
Розчинність цих солей значно вища, ніж кухонної солі. Якщо в 1 л води може міститись 350—400 г кухонної солі, то бішофіту — 800—900 г. Бішофіт активно всмоктує воду з повітря й перетворюється в розчин.
При розбурюванні солей бішофіту можливе прихоплення бурильного інструменту. При розкритті пласт бішофіту розчиняється й утворює велику каверну. По мірі засолення промивальної рідини, розчинність бішофіту знижується, бішофіт заміщується менш розчинними породами (карналіт, глини), що веде до звуження стовбура свердловини. Звуження з часом буде збільшуватись, якщо пласт перебуває в розкритому стані.
При наявності пласту бішофіту, стовбур свердловини періодично шаблонують через 48—72 год., при цьому долото підіймають вище пласта для перевірки наявності звуження та проробки місця звуження. Обсадну колону розраховують на повний гірничий тиск. Для попередження зминання обсадної колони інтервал бішофіту необхідно надійно зацементувати. В інтервалі бішофіту необхідно створювати герметичний простір, щоб гірничий тиск передавався на колону рівномірно по вертикалі через цемент або промивальну рідину. Обсадні труби не повинні контактувати з породою. Порода тече нерівномірно й контакт породи з обсадною колоною веде до її згинання (зминання) і втрати прохідності. Згинається обсадна колона будь-якої міцності. На практиці спостерігались випадки згинання колони ОБТ діаметром 203 мм, прихопленої у пласті бішофіту.